# Koruna (berg i Tjeckien, Hradec Králové, lat 50,28, long 16,42)
Koruna är ett berg i Tjeckien.   Det ligger i regionen Hradec Králové, i den nordöstra delen av landet, 140 km öster om huvudstaden Prag. Toppen på Koruna är 1 101 meter över havet, eller 66 meter över den omgivande terrängen. Bredden vid basen är 1,8 km. Koruna ingår i Orlické Hory.
Terrängen runt Koruna är huvudsakligen lite kuperad.Runt Koruna är det mycket glesbefolkat, med 7 invånare per kvadratkilometer. Närmaste större samhälle är Rychnov nad Kněžnou, 16,9 km sydväst om Koruna. I omgivningarna runt Koruna växer i huvudsak blandskog.